# Lützelflüh
Lützelflüh é uma comuna da Suíça, situada no distrito administrativo de Emmental, no cantão de Berna. Tem 26,9 km² de área e sua população em 2018 foi estimada em 4.146 habitantes.